# Заліси
За́ліси — село в Україні, у Заболоттівській селищній громаді Ковельського району Волинської області. Населення становить 1427 осіб.

## Географія
За кілометр на північ від села знаходиться озеро Турське. На заході — меліоровані землі колись непрохідного болота. Зі сходу і півдня — лісові масиви, серед яких за 4 кілометри від села розташоване озеро Туречно. До залізничної станції Заболоття дорогу з твердим покриттям довжиною 3,5 км побудовано у 1962 р.
До селища Ратне шосейний шлях довжиною 18 км.

## Історія
У люстрації платників податків за 1500 рік сказано, що село звільняється від збору податків, бо його спалили татари й забрали людей у полон у тому самому році, коли вони спустошили Берестьє (Брест), тобто у 1499 р. Отже, перша писемна згадка про Заліси відноситься до 1499 року. Уже в 1501 році у селі налічувалось 11 дворищ, тобто великих господарств.
У люстрації-реєстрі 1501 р. говориться про Старі Заліси й інше поселення — Нові Заліси. Нове село знаходилося за болотом (Великим Болотом), згодом за ним закріпилася назва Заболоття.
У документах 1565 року відзначено, що в Залісах є двадцять осілих дворищ: Денисове, Івана, Олиська Куцевича, Бобровське. Зазначено також, що в 1565 році мешканці сіл Заліси і Тур спільно володіли млином, який приносив прибуток в двадцять золотих.
Село у ХІХ ст. мало значну кількість населення. Згідно з переписом 1898 року, тут проживала 1751 особа. Окрім православних мешкали особи, котрі сповідували римо-католицьку віру, а також 18 євреїв.
Мирне життя селян у ХХ ст. перервали Перша і Друга світові війни. У вересні 1939 року ряд мешканців воювали у польській армії. У червні 1941 року тут уже діяла німецька влада. За роки німецької влади розстріляно понад тридцять жителів села. Масові розстріли людей чинилися за селом на так званій гірці Вовківня. 103 юнаків і дівчат були вивезенні із села на примусові роботи в Німеччину.
Після закінчення Другої світової війни у село повернулись демобілізовані воїни. Серед них знаходився капітан медичної служби Денисюк Тимофій Іванович. Згодом він працював у лікарні Заболоття, завідував медичним пунктом у Залісах.
Частина мешканців брала участь у визвольних змаганнях за незалежність України. Багато з них репресовано. Вивезена на поселення в Сибір із трьома дітьми Мельничук Марія Григорівна, чоловік якої, Гордій Тихонович, знаходився в УПА. Репресовано на багато літ та вивезено сімʼю Козловського Володимира Юстиновича. Також були вивезені сімʼї Кіпеня Зінька, Кіпеня Дениса, Корецького Дементія, Корецького Павла. У роки демократизації й незалежної України реабілітовано понад десять осіб, як тих, що невинно потерпіли від тоталітарного режиму.[джерело?]
До 22 вересня 2016 року — адміністративний центр Заліської сільської ради Ратнівського району Волинської області.

## Населення
Згідно з переписом УРСР 1989 року чисельність наявного населення села становила 1540 осіб, з яких 706 чоловіків та 834 жінки.
За переписом населення України 2001 року в селі мешкала 1421 особа.

### Мова
Розподіл населення за рідною мовою за даними перепису 2001 року:
| Мова       | Відсоток |
| ---------- | -------- |
| українська | 99,58 %  |
| білоруська | 0,28 %   |
| російська  | 0,14 %   |

## Відомі люди
- Денисюк Іван Овксентійович (1924—2009) — літературознавець, доктор філологічних наук, заслужений професор Львівського національного університету імені Івана Франка.
- Круглій Микола Панасович — уродженець села, упродовж багатьох років очолював Ратнівську районну державну адміністрацію.[джерело?]
- Кіпень Сергій Панасович — після закінчення навчання на юридичному факультеті Львівського держуніверситету, працював суддею в Локачах, з 1967 року обраний членом обласного суду. З 2001 року, після реформування судової системи, — голова Апеляційного суду Волинської області. У 1997 році удостоєний звання Заслуженого юриста України.[джерело?]